# Marija Skušek
Marija Skušek (rojena Cuneko Kondo-Kavese), japonsko-slovenska medicinska sestra in promotorka japonske kulture, * 1. marec 1893, Gifu, Japonska, † 25. januar 1963, Ljubljana.

## Življenje in delo
Cuneko Kondo-Kavese se je rodila v ribiškem mestu Gifu na Japonskem, dvornemu arhitektu grofu Kagijiru Kondo-Kavese. Po rusko-japonski vojni se je z družino preselila v Peking, kjer je študirala medicino, vendar študija ni dokončala. V Mednarodnem klubu je spoznala avstro-ogrskega pomorskega častnika Ivana Skuška (* 1877 Metlika, † 1947, Ljubljana), 
 ki je na Kitajsko prispel z avstrijsko križarko SMS Kaiserin Elisabeth , še pred začetkom prve svetovne vojne. V Pekingu se je z njim civilno poročila ter so leta 1920, skupaj s sinom Matisom in hčerko Eriko iz njenega prvega zakona, odpotovali proti Ljubljani.
V novi domovini se je kmalu tudi naučila slovensko in sprejela našo kulturo. Ko so Cuneko in njena otroka prestopili iz budistične v krščansko vero, je zakonca, na velikonočni ponedeljek 1927, še cerkveno poročil knezoškof Anton Bonaventura Jeglič .
Od leta 1930 naprej je Cuneko, ki je s poroko prevzela ime Marija Skušek, imela po Sloveniji vrsto sprva nemških, nato pa slovenskih predavanj o Japonski in tamkajšnjih ženah, ki so bila objavljena v različnih časopisih, prav tako pa je o Japonski predavala tudi v sklopu oddaj na novoustanovljenem Radiu Ljubljana. Po letu 1945 je kot aktivna odbornica Rdečega križa prejela pohvalno diplomo. 
Zakonca Skušek sta ob prihodu v Slovenijo s seboj pripeljala zbirko okoli 500 dragocenih kitajskih in japonskih umetnin
(japonske umetnine so bile poročno darilo njenega očeta, zbirka kitajskih starin ter umetnin iz obdobja zadnjih dveh cesarskih dinastij pa izvira iz nakupov Ivana Skuška na Kitajskem). Leta  1963 jih je Marija podarila etnografskemu muzeju. Zbirka se sedaj nahaja v Ljubljani. 
Marija Skušek je umrla 26. januarja 1963.  Pokopana je na ljubljanskem pokopališču Žale.